# Maki Nomiya
Maki Nomiya (Giappone, 12 marzo 1960) è una cantante giapponese.

## Biografia
Dopo aver lavorato come modella, ha esordito musicalmente negli anni ottanta con l'album solista Pink no Kokoro (1981), divenendo anche membro dei Planet Pop e dei Portable Rock. La sua notorietà è però dovuta alla sua collaborazione con i Pizzicato Five, gruppo musicale giapponese divenuto noto nel mondo nel corso degli anni novanta. Dopo lo scioglimento del gruppo, avvenuto nel 2001, Maki Nomiya ha proseguito la carriera solista, apparendo anche nella colonna sonora del videogioco We Love Katamari (2005).

## Discografia
- 1981 – Pink no Kokoro
- 2000 – Miss Maki Nomiya Sings
- 2002 – Lady Miss Warp
- 2004 – Dress Code
- 2005 – Party People
- 2009 – Maki-Takai No Jetlag (con Fernanda Takai)
- 2012 – 30 -Greatest Self Covers & More!!!
- 2014 – Miss Maki Nomiya Sings Shibuya-kei Standards
- 2015 – What The World Needs Now Is Love
- 2016 – Un Homme Et Une Femme
- 2017 – Wonderful Summer